# (10009) Hirosetanso
(10009) Hirosetanso es un asteroide que forma parte del cinturón de asteroides y fue descubierto por Hiroki Kosai y Kiichiro Hurukawa el 12 de marzo de 1977 desde el Observatorio Kiso del monte Ontake, Japón.

## Designación y nombre
Hirosetanso fue designado inicialmente como 1977 EA6.
Más adelante, en 2003, se nombró en honor del estudioso japonés de Confucio, Hirose Tanso (1782-1856).

## Características orbitales
Hirosetanso orbita a una distancia media del Sol de 2,397 ua, pudiendo acercarse hasta 2,145 ua y alejarse hasta 2,649 ua. Su inclinación orbital es 4,112 grados y la excentricidad 0,1051. Emplea en completar una órbita alrededor del Sol 1356 días. El movimiento de Hirosetanso sobre el fondo estelar es de 0,2655 grados por día.

## Características físicas
La magnitud absoluta de Hirosetanso es 14.